# The Triangle Affair
Pour plus de détails, voir Fiche technique et Distribution.
The Triangle Affair (Kolmnurga afäär) en version originale, littéralement L'Affaire du Triangle) est un court métrage d'animation estonien réalisé par Andres Tenusaar, sorti en 2012.
Il remporte la mention spéciale pour un court métrage lors du festival d'Annecy 2013.

## Synopsis
Les triangles sans coin n'existent pas. Les directions sans triangle non plus, ni les mouvements sans direction.

## Fiche technique
- Titre : The Triangle Affair
- Titre original : Kolmnurga afäär
- Réalisation : Andres Tenusaar
- Scénario : Andres Tenusaar
- Musique : Taavi Kerikmäe
- Animation : Andres Tenusaar et Marili Toome
- Montage : Andres Tenusaar
- Producteur : Andrus Raudsalu
- Production : Nukufilm Oü
- Pays de production :  Estonie
- Durée : 10 minutes
- Date de sortie : 
  - Estonie : 2012
  - France : 10 juin 2013

## Récompenses et distinctions
Lors de l'édition 2013 du festival international du film d'animation d'Annecy, le film reçoit la mention spéciale pour un court métrage.